# 高太文
高 太文（コ・テムン、朝: 고태문、Ko T'aemun / Go Taemun、1920年1月10日 - ）は在日朝鮮人で柔道家、プロレスラー。一時、北朝鮮の最高指導者金正日の愛人「コ・ヨンヒ（高容姫）」ではないかといわれた高春行（コ・チュンヘン、朝: 고춘행、1950年3月11日 - ）の父。日本での通名は高山州弘、リングネームは大同山又道。

## 人物略歴
日本では柔道家（（講道館六段とされる）として知られたが、後に大阪でプロレスラーとなった。日本のプロレス草創期、1956年（昭和31年）2月に新団体「東亜プロレスリング協会」を旗揚げしたことでプロレス史に名を残した。
大同山は当初より朝鮮民族であることを自ら誇っていた。しかし、日本タイトルを賭けて行われた同年10月15日から10月24日のウエート別統一日本選手権大会において芳しい成績を収められなかった。この試合で戦績を残せたのは力道山率いる日本プロレスだけで、敗退した他団体（東亜プロレス含む）は翌年までに活動停止し、やがて消滅してしまう。彼は自団体と命運を共にし、プロレスそのものから引退した。
1961年5月、家族とともに北朝鮮に帰還。北朝鮮に渡ってからは柔道の指導者となり、同国の柔道の発展に力を尽くした。

## 子女
長男高勝恩（）（北朝鮮国家体育委員会柔道指導員）、長女高春行（）、次男高勝方（）（平壌演劇映画大学映画技術教員）、三男高勝海（）、次女高淑煕（）の5人の子がいる。
長女高春行は1950年3月11日生まれで、金正日の内縁の妻高容姫は1952年6月26日生まれである。2人は年齢が近く、ともに大阪出身で、1961年頃に北朝鮮に渡った在日朝鮮人の子女であったうえ、平壌芸術大学へ通っており、さらに高春行（春幸）が手記『柔道愛国者』（2006年）のなかで「金正日との出会い」について綴っているなど経歴が酷似していた。そのため、彼女が高容姫だと誤認されたのである。
毎日新聞編集委員の鈴木琢磨は、『金正日と高英姫』（2005年）のなかで「高春行こそ高英姫」と主張していた。しかし、ジャーナリストの高英起による「高容姫＝高ヨンジャ説」が発表されると「特集ワイド：北朝鮮後継者・金正恩氏の母の軌跡朝鮮画報に定説覆す情報」（『毎日新聞』夕刊2011年6月23日号記事）のなかで「高ヨンジャこそ高英姫」だとして自説を撤回した。